# 河阳站
河陽站（：／ Hayang yeok */?）是大邱線沿線的一座鐵路車站，位於韩国庆尚北道慶山市河陽邑。本站有無窮花號及Nuriro号列車停靠。

## 車站結構
站體為2面4線的雙島式月台。

### 月台配置
| ↑ 永川／北永川 ↑ |
| １２ \| ３４ \|  |
| 東大邱 ↓         |

| 月台 | 路線                 | 車種     | 目的地                                |
| ---- | -------------------- | -------- | ------------------------------------- |
| 1、2 | 中央線 大邱線 東海線 | 無窮花號 | 往 太和江、釜田、浦項、榮州、東海方向 |
| 3、4 | 大邱線               | 無窮花號 | 往 東大邱方向                         |

## 历史
- 1917年12月24日，落成使用。
- 2008年1月1日，取消列车停靠本站。
- 2024年12月21日：大邱都市鐵道1號線安心－河陽區間通車。

## 相鄰車站
韓國鐵道公社
大邱線
清泉－河陽－琴湖
大邱都市鐵道
1號線
釜湖－河陽